# Happy Eyeballs
Happy Eyeballs (também conhecido como Fast Fallback / Contigência Rápida) é um algoritmo publicado pelo IETF que permite que aplicações que trabalhem tanto com IPv4 e IPv6 (também chamadas por aplicações dual-stack) possam ser responsivas para os usuários tentando conectar ao mesmo tempo usando IPv4 e IPv6 (dando preferência para o IPv6). Essa técnica minimiza a sensação de que "IPv6 não funciona" e "Lista de permissão de DNS" geralmente experienciado por usuários que não estão propriamente configurados para usar conexões IPv6 ou cujo quais as máquinas não estão adequadas para tal. O nome "happy eyeballs", traduzido para "olhos felizes" deriva do termo "eyeball"/"olho", usado para descrever pontos de conexões feitos por usuários finais, humanos ao contrário de servidores.
Happy Eyeballs é feito para lidar com a questão que muitas redes IPv6 não são alcançáveis de vários locais da Internet, e que aplicações que tentam conectar essas redes acabam aparecendo como não responsivas, frustrando os usuários finais. O algoritmo resolve esse problema ao determinar qual transporte faz mais sentido usar em uma conexão específica, usando as duas em paralelo. Portanto, uma aplicação que usa um algoritmo Happy Eyeballs verifica tanto a conectividade de IPv4 e IPv6 e acaba usando por final a primeira que responder ao chamado.
Existem implementações do algoritmo desde o Google Chrome 11, Opera 12.10 e Firefox 7, OS X Lion (hoje macOS), iOS 5, cURL 7.34.0 e OpenBSD. 
O teste do algoritmo fez parte do World IPv6 Day em 2011.
Existe uma versão experimental atuando como uma extensão do algoritmo com o objetivo de escolher entre diferentes tipos de protocolos de transporte tais quais TCP e SCTP.